# Stenopsyche pallidipennis
Stenopsyche pallidipennis är en nattsländeart som beskrevs av Martynov 1926. Stenopsyche pallidipennis ingår i släktet Stenopsyche och familjen Stenopsychidae. Inga underarter finns listade i Catalogue of Life.